# Vižlin
Vižlin je bio talir Dubrovačke Republike kovan kao stari vižlin od 1743. do 1748. Na aversu je poprsje kneza s dugom perikom i natpis: "RECOTOR REIP RHACVSIN". Na reversu je grb grada i natpis: "DUCAT ET SEM REIP RHAG". Promjer mu je 43 do 45 mm, masa oko 28,50 grama.
Vrijednost mu je bila 1,5 dukata ili 60 dinarića.
Novi vižlin je kovan od 1751. do 1779. Na aversu je također poprsje kneza, no rad je nešto finiji i precizniji, na reversu grb, a natpisi su isti kao i kod starog vižlina. Promjer mu je 40 do 44 mm, a masa također oko 28,50 grama.
Poluvižlin je vrlo rijedak dubrovački srebreni novac iz 1747. i 1748. godine. Promjer mu je od 36 do 37,5 mm, a masa od 13,88 do 13,98 grama. Avers je isti kao i kod vižlina, dok se na reversu uz grb Dubrovnika nalazi natpis "MEDIUS DUCAT ET SEMIS", te godina kovanja. Vrijednost mu je bila 1/2 talira, odnosno 30 dinarića.